# Lamborghini Miura
La Lamborghini Miura è una vettura sportiva prodotta dalla Lamborghini tra il 1966 e il 1973.

## Storia

Il telaio della Miura salone di Torino del 1965

Al salone di Torino del 1965 la Lamborghini espose un autotelaio in lamiera scatolata denominato TP400 (dalla posizione del motore e dalla sua cilindrata). Vi erano stati installati, con poche modifiche, il motore e le sospensioni che già equipaggiavano la 400 GT. Il progetto era un'iniziativa dei tecnici Gian Paolo Dallara e Paolo Stanzani, i quali, pur consapevoli dell'avversione di Lamborghini per le corse, avevano utilizzato lo schema a motore centrale di alcune automobili da competizione dell'epoca, quali la Ford GT40 o la Ferrari 250 LM. Su queste due vetture il motore era però in posizione longitudinale, mentre quello Lamborghini era montato trasversalmente tra l'abitacolo e l'assale posteriore, soluzione che permise di ridurne considerevolmente l'ingombro. In quel periodo la maggior parte delle Gran Turismo sportive adottavano la configurazione motore anteriore e trazione posteriore. Nuccio Bertone, presente alla rassegna, ne fu affascinato al punto di dichiarare a Lamborghini: “Io sono quello che può fare la scarpa al tuo piede”. Quest'ultimo, anche a fronte del notevole entusiasmo suscitato nella potenziale clientela, si lasciò convincere ad approvare il progetto nonostante il suo scetticismo: “Sarà una buona pubblicità”, dichiarò ai suoi tecnici, “ma non ne venderemo più di 50”. La scelta di Bertone come carrozziere fu determinata anche dal fatto che l'azienda di Grugliasco non aveva rapporti di collaborazione con Ferrari e Maserati, i principali concorrenti di Lamborghini, ma soprattutto dal fallimento alla fine del 1966 della carrozzeria Touring, che aveva disegnato le precedenti 350 e 400 GT. La nuova auto fu disegnata in soli 4 mesi dal giovane stilista Marcello Gandini, da poco divenuto capo disegnatore di Bertone per sostituire Giorgetto Giugiaro che se ne era andato alla Ghia. Ferruccio Lamborghini, che era nato sotto il segno del toro, volle battezzare la vettura ultimata col nome Miura in onore dell'allevatore di tori da combattimento Don Eduardo Miura Fernandez. La Miura fu la prima di una lunga tradizione di auto costruite da Lamborghini e battezzate con nomi ispirati alla tauromachia. Inoltre la sigla del telaio perse la T nonostante la meccanica non avesse subito significative modifiche.
Presentata al Salone dell'automobile di Ginevra del 1966, La Miura P400 fu un successo senza precedenti. La vettura lasciò senza fiato tutti i visitatori facendo invecchiare di colpo tutte le supercar dell'epoca e dando l'inizio ad una nuova era nel settore delle automobili sportive.

## Evoluzione

### P400
Gli esemplari di produzione differivano sensibilmente dal prototipo di Ginevra, che era stato allestito in tempi brevissimi. Le ruote a raggi vennero sostituite con altre in lega di magnesio della Campagnolo. Il senso di rotazione del cambio fu invertito perché generava vibrazioni. La frizione a triplo disco all'ingresso del cambio fu soppiantata da una monodisco montata all'estremità dell'albero motore. Al posto della copertura in plexiglas del motore fu applicata una persiana fissa, sempre di plastica, per migliorare la dispersione di calore del motore. Tale motivo a listelli paralleli ricorreva in molti elementi stilistici fra i quali gli sfoghi del radiatore e le insolite “ciglia” che circondavano i fari anteriori a sollevamento elettrico. Immutata fu la carrozzeria in acciaio, alta appena 110 cm, con i cofani anteriore e posteriore in alluminio. La vettura aveva solo un piccolo portabagagli dietro al motore poiché tutta la zona anteriore era occupata da serbatoio, radiatore e ruota di scorta. I vetri delle porte erano privi di cornice ma mantenevano il massiccio traversino posteriore, nel quale era integrata la presa d'aria del motore (anch'essa adornata da listelli paralleli). Insolita la posizione di diversi comandi che erano montati sul soffitto, dietro allo specchio retrovisore interno. Il motore installato sulla P400 era il V12 da 3,9 litri di cilindrata progettato da Giotto Bizzarrini; rispetto alla 400 GT il cambio era stato sistemato a fianco dell'albero motore all'interno di un unico basamento in alluminio. Vennero installati quattro nuovi carburatori Weber 40IDL3C tricorpo in luogo dei sei bicorpo e la lubrificazione divenne a carter umido. La potenza dichiarata era di 350 hp (260 kW). Il successo della Miura fu immediato e travolgente: a fronte di una produzione prevista di una ventina di esemplari all'anno, la Lamborghini ne consegnò 108 nel solo 1967, pur non riuscendo a soddisfare tutta la richiesta. Nei circa due anni e mezzo di produzione della P400 furono prodotti complessivamente 275 esemplari.

### P400S
Alla fine del 1968 venne immessa sul mercato la versione S, con potenza aumentata a 370 hp (276 kW) grazie a sostanziali modifiche all'aspirazione e alle camere di combustione.

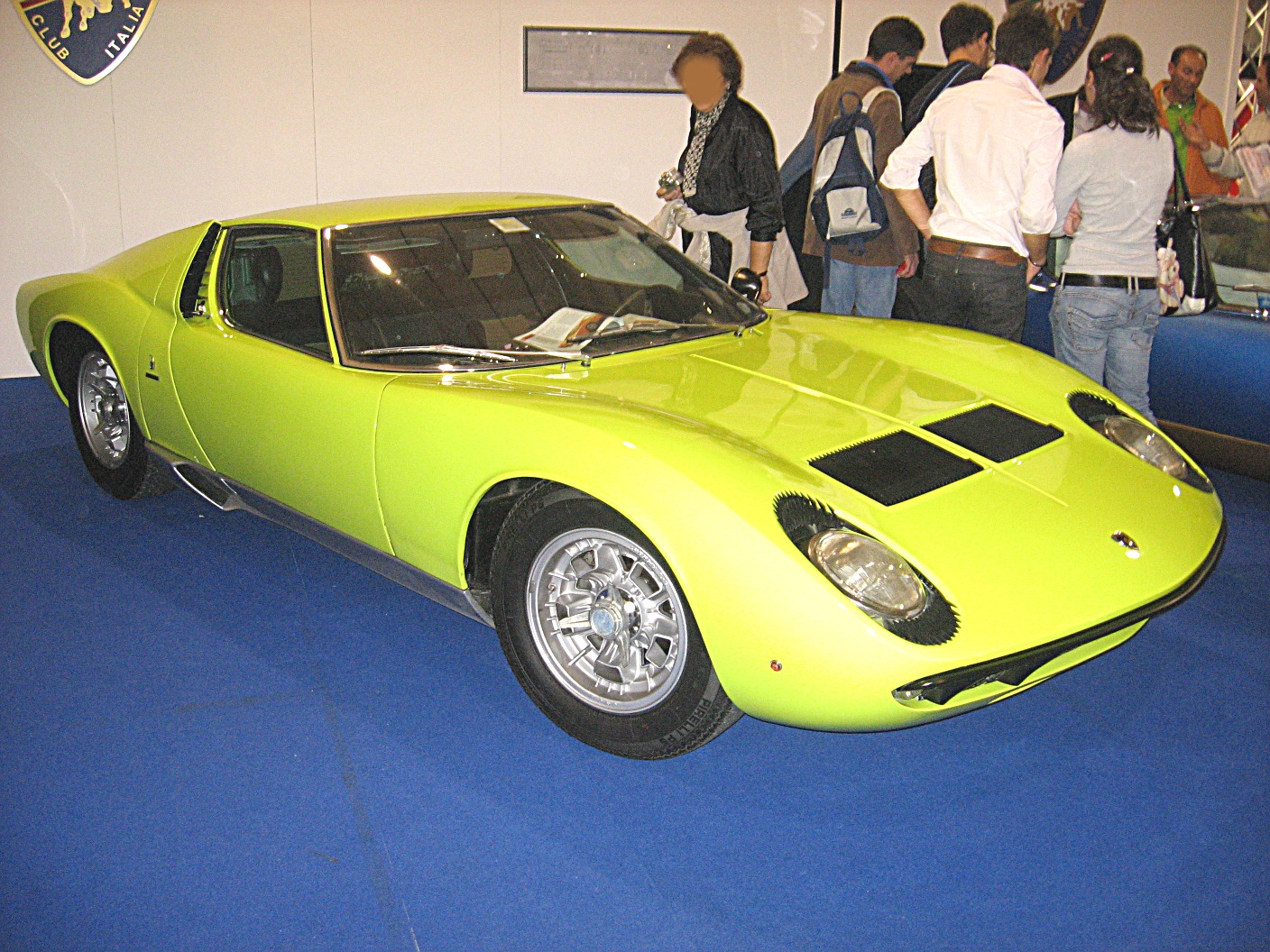
Una Lamborghini Miura P400 S

L'abitacolo aveva ricevuto miglioramenti alle tappezzerie ed erano stati installati i vetri elettrici. Esternamente era riconoscibile solo per le cornici del parabrezza e dei fari cromate.
Durante la produzione la S subì modifiche alle sospensioni e ricevette freni a disco autoventilanti. Questa fu la versione di maggior successo commerciale, con 338 vetture costruite.

### P400SV

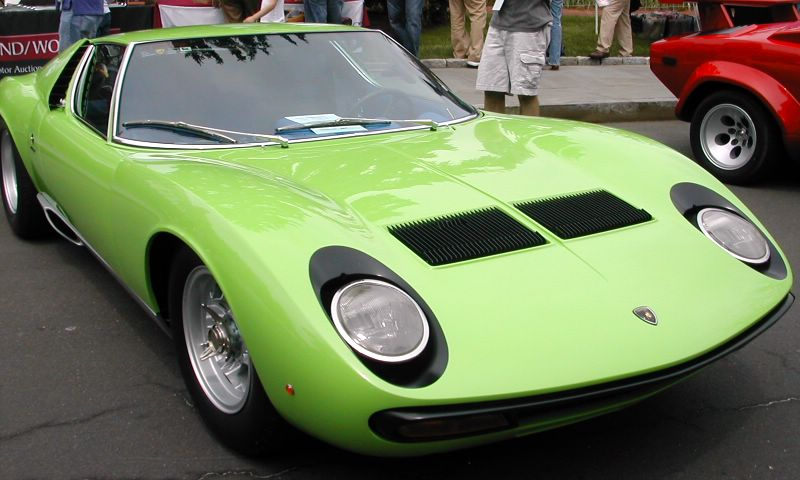
Una Lamborghini Miura P400 SV

La versione definitiva della Miura, la SV (acronimo di SuperVeloce) arrivò nel marzo del 1971. La potenza aumentò ancora fino a 385 hp (287 kW). La parte posteriore della carrozzeria fu allargata per consentire l'installazione di pneumatici più larghi e i fari anteriori persero le caratteristiche ciglia. La produzione della SV fu di 150 esemplari. L'ultima Miura costruita, una SV nera consegnata a Luigi Innocenti (figlio dell'inventore della Lambretta) e destinata al figlio Gianfranco, all'epoca ventenne, lasciò la catena di montaggio il 15 gennaio 1973. Questa Miura beneficiava di un V12 potenziato su richiesta e di altri optional particolari come il bocchettone del serbatoio cromato a vista e le cornici cromate, modifiche che i più facoltosi esigevano e che l'azienda si occupava di soddisfare. In totale vennero prodotti 763 esemplari di Miura. Fu sostituita dalla Countach solo nel 1974.

### Miura Jota

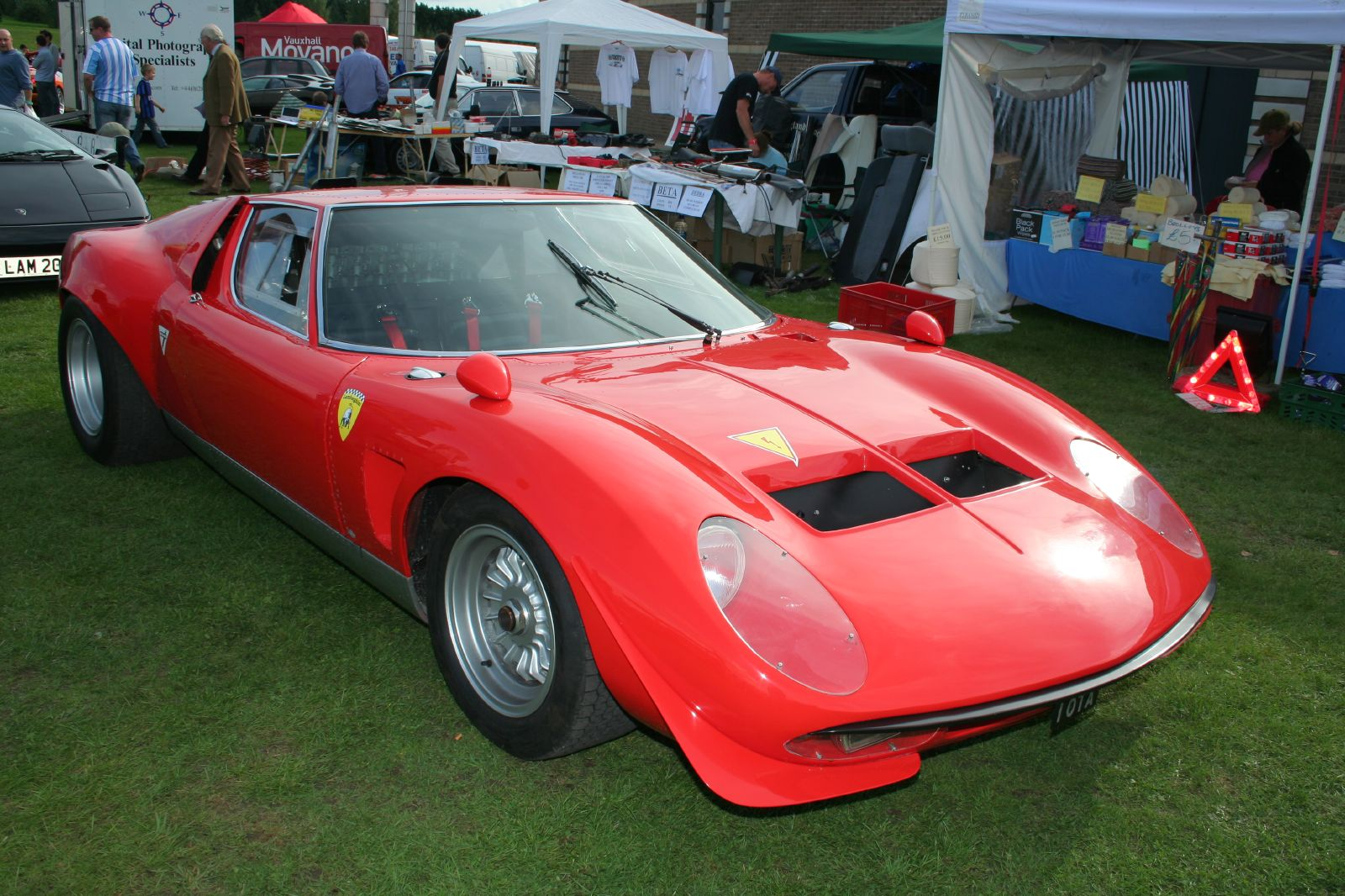
La Lamborghini Miura Jota

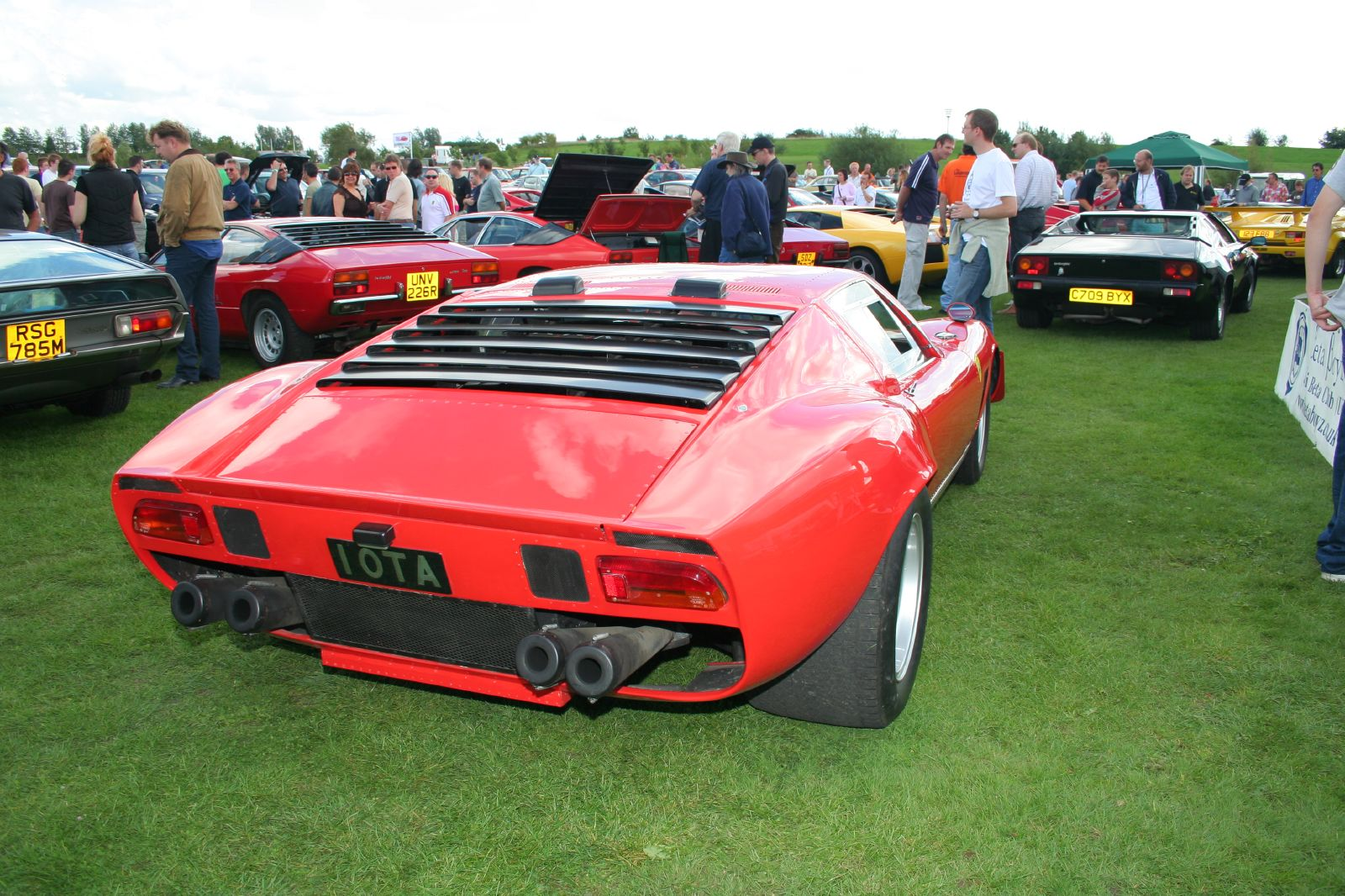
Vista posteriore

Nel 1970 il collaudatore della casa Bob Wallace ricevette l'incarico di sviluppare una versione da competizione della Miura. Wallace utilizzò come base una Miura S (telaio N°5084) utilizzata per i test che aveva già percorso 20.000 km. Sostituì il telaio con uno più rigido, fabbricato appositamente in lamiera ed elementi tubolari, su cui vennero montate sospensioni Koni da competizione e freni a disco auto ventilanti. Sul motore vennero installati quattro carburatori Weber 46 IDL e il rapporto di compressione fu aumentato da 10,4:1 a 11,5:1. In questo modo la potenza massima raggiunse i 440 CV a 8500 giri/min. Buona parte della carrozzeria venne rimodellata con pannelli in Avional, le griglie sugli sfoghi del radiatore rimosse e i finestrini in vetro sostituiti con elementi in plexiglas, il tutto per ridurre il peso dell'auto fino a 890 kg, 150 in meno della Miura S. Esteriormente era riconoscibile per i passaruota posteriori allargati (per far posto a ruote larghe 12 pollici), per i due grossi baffi anteriori che aumentavano la deportanza e per i fanali incassati coperti da calotte in perspex. In ossequio alla tradizione della tauromachia, cui la Lamborghini era molto legata, la vettura fu battezzata Jota, ovvero la pronuncia spagnola della lettera J (nel regolamento F.I.A. l'allegato J stabilisce le specifiche delle auto da competizione). In realtà, vista la tradizionale avversione di Ferruccio Lamborghini per le gare, l'auto divenne un laboratorio su cui sviluppare soluzioni destinate ai futuri modelli stradali. Molti particolari della Jota furono infatti trasferiti sulla successiva Miura SV lanciata nel 1971. Finito il periodo di sperimentazione l'auto venne venduta ad un privato ma finì distrutta in un incidente stradale. Venne poi ricostruita da un estimatore aiutato dallo stesso Bob Wallace 

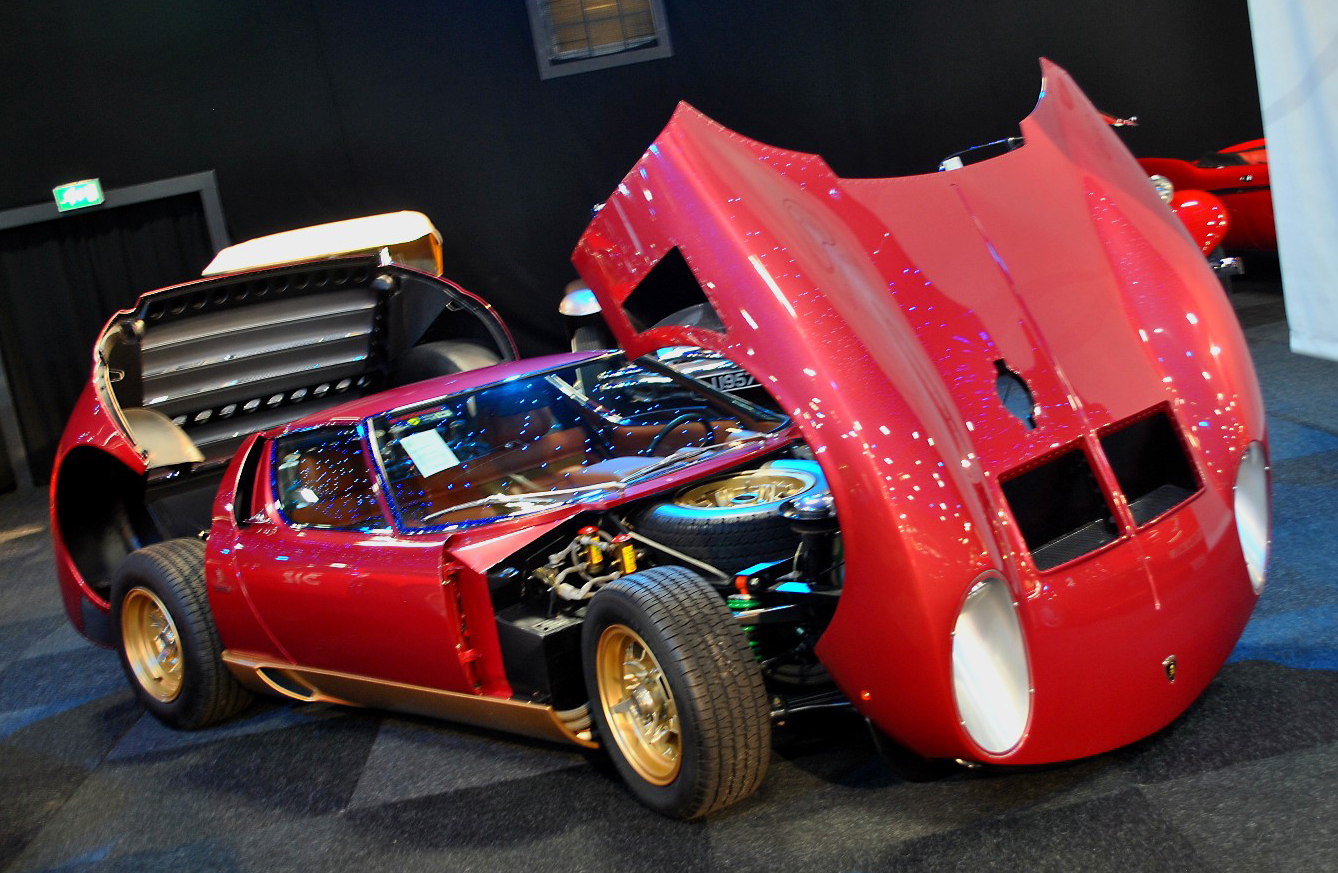
Una Lamborghini Miura SVJ

### Miura SVJ
Successivamente, su richiesta dei clienti, la Lamborghini modificò alcune SV con specifiche simili alla Jota. Queste auto erano identificate con la sigla "SVJ". I numeri di telaio delle Miura modificate in fabbrica sono 4860, 4934, 4990, 5090 e 5100. Altre Miura furono modificate da officine esterne, a volte con la collaborazione di dipendenti ed ex dipendenti Lamborghini. Concordemente alla volontà di Ferruccio Lamborghini, nessuna Miura partecipò mai ufficialmente a competizioni di velocità. Le poche apparizioni sui campi di gara si dovettero a piloti privati, i più celebri dei quali erano Gerhard Mitter e Marcello Gallo.

### Miura Roadster

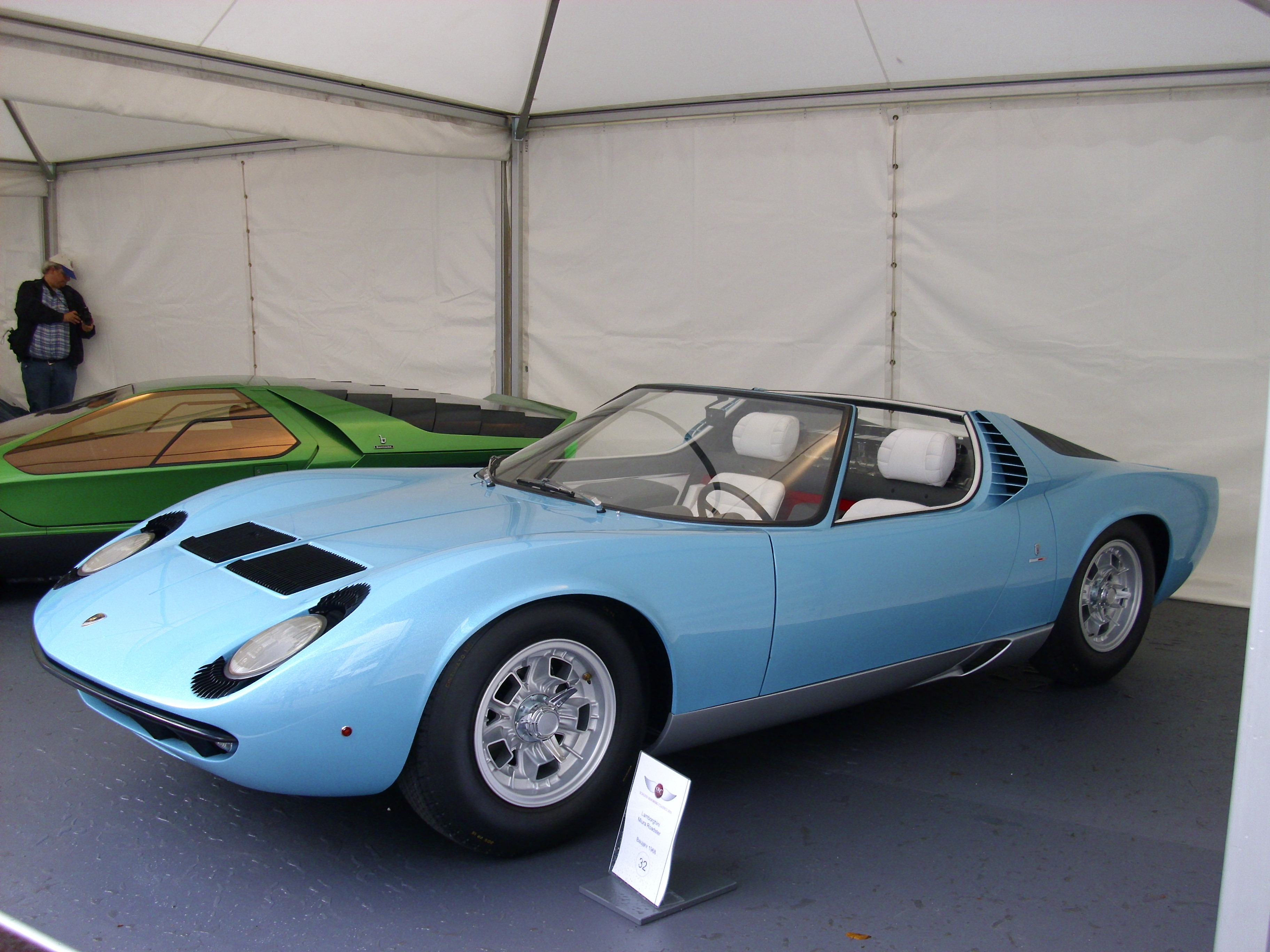
La Miura Roadster restaurata

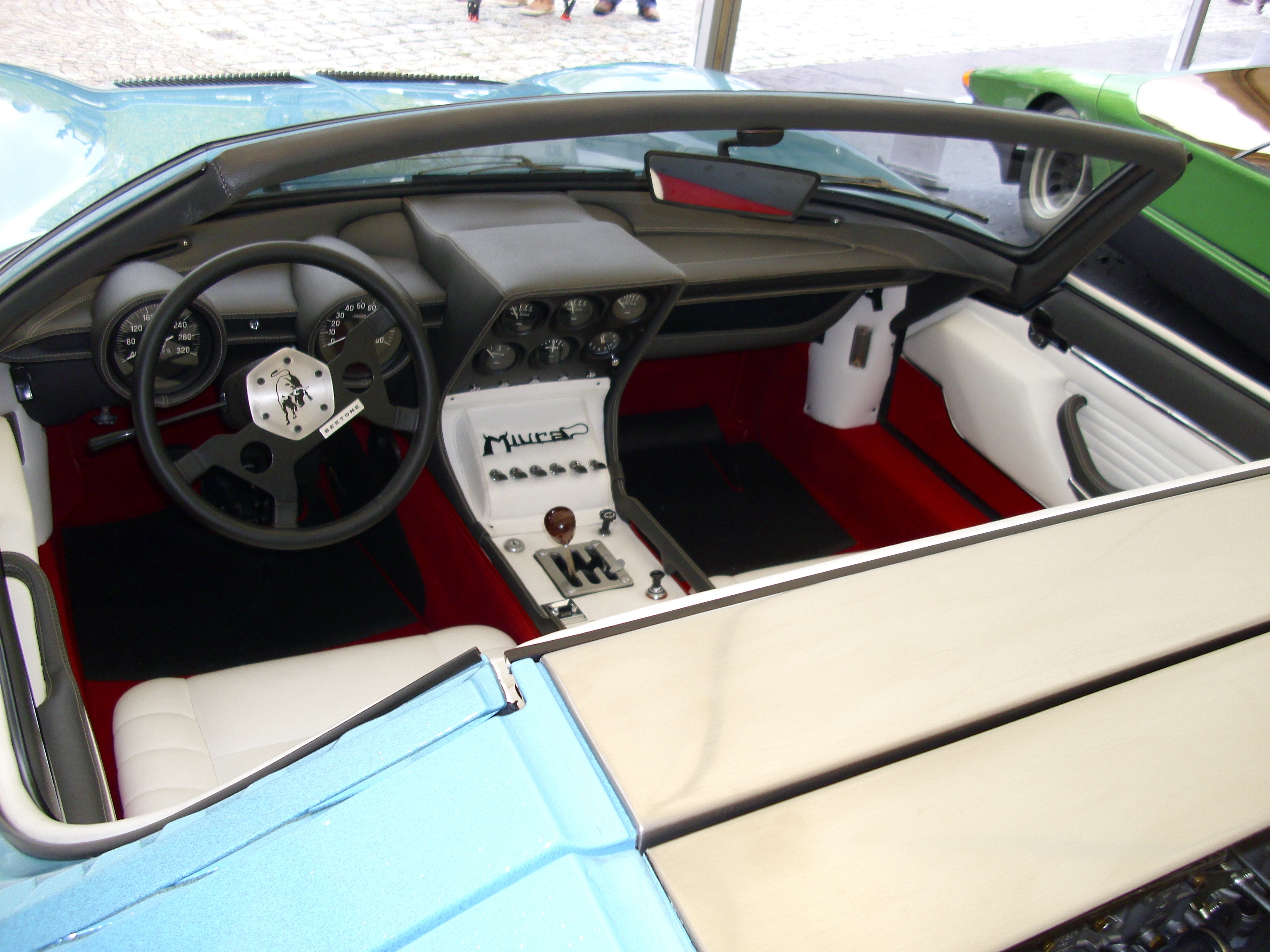
Interni

Dopo il rifiuto di Ferruccio di produrre la 350 GTS, Stanzani e Dallara non rinunciarono all'idea di una Lamborghini convertibile, così nei ritagli di tempo (e con la collaborazione di Marcello Gandini) ci riprovarono con Miura. Al Salone dell'automobile di Bruxelles del 1968 nello stand di Bertone venne infatti esposta una versione scoperta della P400 (telaio N°3498, motore N°1642). Aveva una configurazione targa, ossia priva del tettuccio da montante a montante (trattandosi di un prototipo non era nemmeno predisposta per il montaggio di uno di fortuna). Altre differenze dal modello di derivazione erano l'assenza della copertura del cofano motore, che lasciava carburatori e testate a vista, ed un disegno leggermente differente della coda. Malgrado il notevole successo riscosso alla rassegna belga e le numerose richieste ricevute, anche questa volta Lamborghini, per il quale le cabriolet non corrispondevano all'idea di granturismo confortevole e silenziosa che voleva produrre, declinò l'offerta di metterla in produzione e rifiutò persino la richiesta di Nuccio Bertone di produrne una piccola serie nei suoi stabilimenti torinesi. Il prototipo venne invece venduto alla società americana ILZRO (International Lead Zinc Research Organization) la quale, grazie alla collaborazione del designer della Ford John Foster, la trasformò in un'auto promozionale, una vetrina per i propri prodotti e tecnologie. L'auto venne ridipinta dall'originale azzurro micalizzato a verde scuro, gli interni di pelle color magnolia vennero sostituiti con altri in camoscio marroni, la carrozzeria infine venne adornata con cromature, zincature ed elementi vari, risultandone appesantita di ben 600 kg. Anche il nome fu cambiato in Zn75 (dal simbolo dell'elemento 'zinco'; 75 non ne è un isotopo ma potrebbe riferirsi al prodotto in polvere da 75 µm). Una volta assolto il suo compito la Roadster subì diversi cambi di proprietà, con quotazioni sempre crescenti, fino ad essere acquistata nel 2007 dal collezionista newyorchese Adam Gordon che l'ha fatta completamente restaurare alle condizioni originali. Nel 2008 venne esposta al Pebble Beach Concours d'Elegance dove risultò seconda assoluta e nel 2010 vinse il premio per il miglior restauro al concorso d'eleganza Villa d'Este.

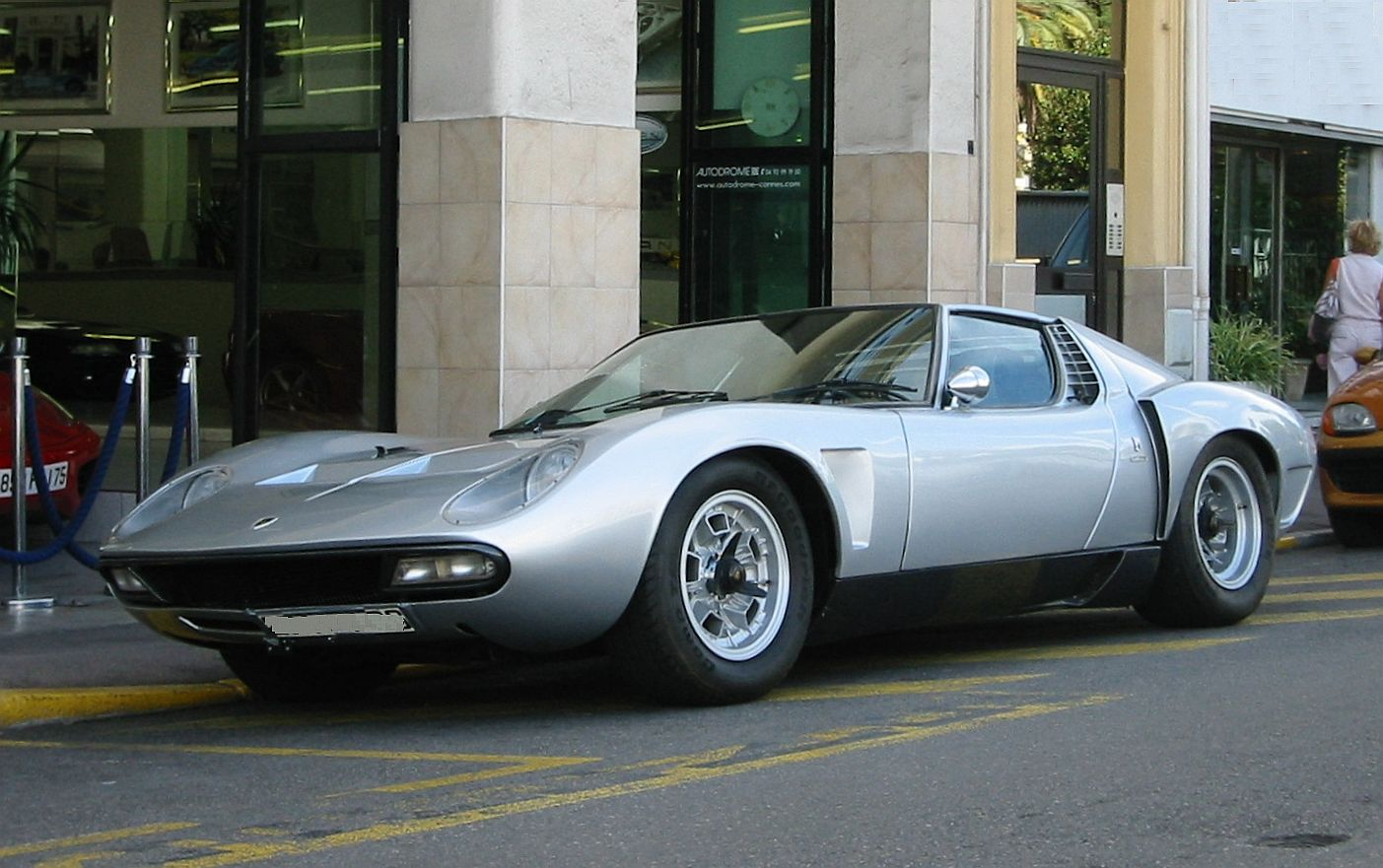
La SVJ Roadster come appariva dopo la seconda trasformazione

### Miura SVJ Roadster
Una seconda Miura Roadster, la SVJ Roadster (o Targa Special) fu allestita a scopo promozionale da un carrozziere svizzero e presentata nello stand Lamborghini al Salone di Ginevra del 1981 (quindi ben otto anni dopo la fine della produzione regolare). Per la realizzazione fu utilizzata una Miura S usata (telaio nº4808, motore nº30583) cui venne asportato il tetto (ma a differenza della Roadster originale questo poteva essere rimontato). La trasformazione prevedeva numerose specifiche simili ai modelli SV/SVJ ed adottava un vistoso alettone posteriore integrato con la coda ed una verniciatura in bianco perlato. Era immediatamente distinguibile dalle altre Miura per le sottili prese d'aria verticali installate subito davanti alle ruote posteriori. Nel tempo la vettura è stata privata dello spoiler e ridipinta prima in argento metallizzato ed infine in verde lime. La vettura è stata esposta nel 2006 al Paris Rétromobile motor show e al Festival of Speed di Goodwood.

## Problemi noti
La Miura manifestò alcuni problemi rilevanti dovuti all'innovatività del progetto: la forma aerodinamica del frontale generava portanza all'aumentare della velocità e, a seguito dello svuotamento del serbatoio (posto sotto il cofano), la Miura diveniva instabile e poco maneggevole. Per ovviare al problema (che però non fu mai del tutto risolto), fu migliorata l'evacuazione dell'aria dal radiatore a sopra il cofano (per diminuire la pressione sotto la vettura) ed in alcuni casi fu applicato uno spoiler. Allo scarso spessore (0,8 mm) dei lamierati del telaio fu inoltre attribuita l'insufficiente rigidità torsionale che rendeva l'auto poco precisa. L'assenza del servofreno aveva richiesto pastiglie speciali e rendeva il pedale duro e difficile da azionare. Per permettere l'installazione della ruota di scorta sotto al cofano, le ruote posteriori avevano una sezione troppo stretta(ma a questo inconveniente si pose rimedio già con la versione S). La disposizione trasversale del motore faceva sì che, per effetto della forza centrifuga, in curva l'olio motore e l’olio del cambio si spostassero di lato lasciando una parte della meccanica carente di lubrificazione. Infine, cosa assai più preoccupante, i carburatori erano inclini a ristagni e perdite di benzina che a contatto con le parti calde del motore in diversi casi generarono pericolosi incendi.

## Rilevanza storica e quotazioni
Malgrado l'azienda fosse stata fondata da appena tre anni, la nascita della Miura accreditò la Lamborghini come principale concorrente italiana della allora già affermatissima Ferrari. Per i suoi contenuti, tecnici e stilistici in egual misura, la Miura è considerata una pietra miliare dell'evoluzione delle auto sportive europee. A pochi mesi dalla presentazione, nel maggio 1966, la Miura fu scelta come “Pace Car” all'annuale Gran Premio di Monaco di Formula 1. Nel 2004 la rivista statunitense Sport Cars International, stilando la classifica Top Sports Cars di tutti i tempi, ha posizionato tre volte la Miura al quarto posto nelle differenti classifiche assoluta, anni '60 e anni '70. Nel 2013 una Miura SV ha trionfato nella sua categoria al concorso d'eleganza di Pebble Beach. La Miura, ieri come oggi, è sempre stata molto ambita dai VIP di tutte le epoche. Tra i suoi facoltosi possessori: Claudio Villa, Little Tony, Bobby Solo, Gino Paoli, Frank Sinatra, Elton John, Dean Martin, Hussein di Giordania, lo Scià di Persia Mohammad Reza Pahlavi, Rod Stewart, Nicolas Cage, Jay Kay, Russell Crowe e Jay Leno (il quale ne possiede più di una). The Kaiser Collection of Vaduz (FL) è invece proprietario dell'esemplare comparso nel film “Un colpo all'italiana” del 1969 (telaio #3586), certificato dal Polo Storico Lamborghini.
A fronte del prezzo richiesto al lancio (7,7 milioni di lire, circa 76.000 Euro al valore del 2012), nel 2014 le quotazioni di mercato variano dai 300.000 Euro richiesti per la P400 fino a 500.000 necessari per una SV. Tuttavia, presso le aste internazionali quattro diverse SV fra il 2010 e il 2013 sono state aggiudicate a prezzi compresi fra 800.000 e 1.300.000 Euro.

## Miura Concept
Per celebrare il 40º anniversario della Miura la Lamborghini costruì nel 2006 una concept car ad essa ispirata ma caratterizzata da design e tecnologia moderni. La vettura era priva di motore e non era quindi marciante. Non ebbe alcun seguito produttivo.

## Dati tecnici
| Caratteristiche tecniche - "Lamborghini Miura P400" (S ed SV)                                | Caratteristiche tecniche - "Lamborghini Miura P400" (S ed SV) | Caratteristiche tecniche - "Lamborghini Miura P400" (S ed SV) | Caratteristiche tecniche - "Lamborghini Miura P400" (S ed SV) | Caratteristiche tecniche - "Lamborghini Miura P400" (S ed SV) | Caratteristiche tecniche - "Lamborghini Miura P400" (S ed SV) |
| -------------------------------------------------------------------------------------------- | --- | --- | --- | --- | --- |
|                                                                                              | | | | | |
| Configurazione                                                                               | | | | | |
| Carrozzeria: Coupé                                                                           | Carrozzeria: Coupé | Posizione motore: centrale trasversale | Posizione motore: centrale trasversale | Trazione: posteriore | Trazione: posteriore |
| Dimensioni e pesi                                                                            | | | | | |
| Ingombri (lungh.×largh.×alt. in mm): 4390 × 1780 × 1100                                      | Ingombri (lungh.×largh.×alt. in mm): 4390 × 1780 × 1100 | Ingombri (lungh.×largh.×alt. in mm): 4390 × 1780 × 1100 | Ingombri (lungh.×largh.×alt. in mm): 4390 × 1780 × 1100 | Diametro minimo sterzata: | Diametro minimo sterzata: |
| Interasse: 2504 (SV: 2505) mm                                                                | Interasse: 2504 (SV: 2505) mm | Carreggiate: anteriore 1412 (SV: 1410) - posteriore 1412 (SV: 1530) mm | Carreggiate: anteriore 1412 (SV: 1410) - posteriore 1412 (SV: 1530) mm | Altezza minima da terra: 140 mm | Altezza minima da terra: 140 mm |
| Posti totali: 2                                                                              | Posti totali: 2 | Bagagliaio: | Bagagliaio: | Serbatoio: 95 litri | Serbatoio: 95 litri |
| Masse                                                                                        | / in ordine di marcia: 1.180 (S:1318 SV:1317) kg | / in ordine di marcia: 1.180 (S:1318 SV:1317) kg | / in ordine di marcia: 1.180 (S:1318 SV:1317) kg | / in ordine di marcia: 1.180 (S:1318 SV:1317) kg | / in ordine di marcia: 1.180 (S:1318 SV:1317) kg |
| Meccanica                                                                                    | | | | | |
| Tipo motore: 12 cilindri a V di 60° con monoblocco e teste in alluminio                      | Tipo motore: 12 cilindri a V di 60° con monoblocco e teste in alluminio | Tipo motore: 12 cilindri a V di 60° con monoblocco e teste in alluminio | Cilindrata: (Alesaggio x corsa = 82 x 62 mm); totale 3.929 cm³ | Cilindrata: (Alesaggio x corsa = 82 x 62 mm); totale 3.929 cm³ | Cilindrata: (Alesaggio x corsa = 82 x 62 mm); totale 3.929 cm³ |
| Distribuzione: a 2 valvole per cilindro, doppio albero a camme in testa con comando a catena | Distribuzione: a 2 valvole per cilindro, doppio albero a camme in testa con comando a catena | Distribuzione: a 2 valvole per cilindro, doppio albero a camme in testa con comando a catena | Alimentazione: 4 carburatori triplo corpo Weber 40 IDL 3C supportati da 2 pompe elettriche | Alimentazione: 4 carburatori triplo corpo Weber 40 IDL 3C supportati da 2 pompe elettriche | Alimentazione: 4 carburatori triplo corpo Weber 40 IDL 3C supportati da 2 pompe elettriche |
| Prestazioni motore                                                                           | Potenza: 350 CV a 7.000 giri/min (S:370 CV a 7.500 giri/min SV:385 CV a 7.850 giri/min) / Coppia: 406,7 Nm DIN a 5.500 giri/min (S:389 Nm a 5.500 giri/min SV:400 Nm a 5.750 giri/min)                                                      | Potenza: 350 CV a 7.000 giri/min (S:370 CV a 7.500 giri/min SV:385 CV a 7.850 giri/min) / Coppia: 406,7 Nm DIN a 5.500 giri/min (S:389 Nm a 5.500 giri/min SV:400 Nm a 5.750 giri/min)                                                      | Potenza: 350 CV a 7.000 giri/min (S:370 CV a 7.500 giri/min SV:385 CV a 7.850 giri/min) / Coppia: 406,7 Nm DIN a 5.500 giri/min (S:389 Nm a 5.500 giri/min SV:400 Nm a 5.750 giri/min)                                                      | Potenza: 350 CV a 7.000 giri/min (S:370 CV a 7.500 giri/min SV:385 CV a 7.850 giri/min) / Coppia: 406,7 Nm DIN a 5.500 giri/min (S:389 Nm a 5.500 giri/min SV:400 Nm a 5.750 giri/min)                                                      | Potenza: 350 CV a 7.000 giri/min (S:370 CV a 7.500 giri/min SV:385 CV a 7.850 giri/min) / Coppia: 406,7 Nm DIN a 5.500 giri/min (S:389 Nm a 5.500 giri/min SV:400 Nm a 5.750 giri/min)                                                      |
| Frizione:                                                                                    | Frizione: | Frizione: | Cambio: Manuale a 5 rapporti + retromarcia integrato nel basamento del motore | Cambio: Manuale a 5 rapporti + retromarcia integrato nel basamento del motore | Cambio: Manuale a 5 rapporti + retromarcia integrato nel basamento del motore |
| Telaio                                                                                       | | | | | |
| Corpo vettura                                                                                | Autotelaio a piattaforma semi-portante in lamiera scatolata | Autotelaio a piattaforma semi-portante in lamiera scatolata | Autotelaio a piattaforma semi-portante in lamiera scatolata | Autotelaio a piattaforma semi-portante in lamiera scatolata | Autotelaio a piattaforma semi-portante in lamiera scatolata |
| Sospensioni                                                                                  | anteriori: A ruote indipendenti, trapezi, molle elicoidali e barra stabilizzatrice con ammortizzatori idraulici telescopici / posteriori: A ruote indipendenti, bracci triangolari e molle elicoidali, ammortizzatori idraulici telescopici | anteriori: A ruote indipendenti, trapezi, molle elicoidali e barra stabilizzatrice con ammortizzatori idraulici telescopici / posteriori: A ruote indipendenti, bracci triangolari e molle elicoidali, ammortizzatori idraulici telescopici | anteriori: A ruote indipendenti, trapezi, molle elicoidali e barra stabilizzatrice con ammortizzatori idraulici telescopici / posteriori: A ruote indipendenti, bracci triangolari e molle elicoidali, ammortizzatori idraulici telescopici | anteriori: A ruote indipendenti, trapezi, molle elicoidali e barra stabilizzatrice con ammortizzatori idraulici telescopici / posteriori: A ruote indipendenti, bracci triangolari e molle elicoidali, ammortizzatori idraulici telescopici | anteriori: A ruote indipendenti, trapezi, molle elicoidali e barra stabilizzatrice con ammortizzatori idraulici telescopici / posteriori: A ruote indipendenti, bracci triangolari e molle elicoidali, ammortizzatori idraulici telescopici |
| Freni                                                                                        | anteriori: a disco (S ed SV: a disco autoventilanti) / posteriori: a disco Girling con doppio circuito (S ed SV: a disco autoventilanti) | anteriori: a disco (S ed SV: a disco autoventilanti) / posteriori: a disco Girling con doppio circuito (S ed SV: a disco autoventilanti) | anteriori: a disco (S ed SV: a disco autoventilanti) / posteriori: a disco Girling con doppio circuito (S ed SV: a disco autoventilanti) | anteriori: a disco (S ed SV: a disco autoventilanti) / posteriori: a disco Girling con doppio circuito (S ed SV: a disco autoventilanti) | anteriori: a disco (S ed SV: a disco autoventilanti) / posteriori: a disco Girling con doppio circuito (S ed SV: a disco autoventilanti) |
| Pneumatici                                                                                   | 205/15 / Cerchi: 15x7" | 205/15 / Cerchi: 15x7" | 205/15 / Cerchi: 15x7" | 205/15 / Cerchi: 15x7" | 205/15 / Cerchi: 15x7" |
| Prestazioni dichiarate                                                                       | | | | | |
| Velocità: 276 km/h; versione S 282 km/h; versione SV 290 km/h                                | Velocità: 276 km/h; versione S 282 km/h; versione SV 290 km/h | Velocità: 276 km/h; versione S 282 km/h; versione SV 290 km/h | Accelerazione: Da 0 a 100 km/h in circa 6,3 s (S:5,5 s SV:5,75 s) | Accelerazione: Da 0 a 100 km/h in circa 6,3 s (S:5,5 s SV:5,75 s) | Accelerazione: Da 0 a 100 km/h in circa 6,3 s (S:5,5 s SV:5,75 s) |
| Fonte dei dati: P400, su supercars.net. P400 S, su supercars.net. P400 SV, su supercars.net. | | | | | |